# Entomoscelis adonidis
Entomoscelis adonidis es una especie de insecto coleóptero de la familia Chrysomelidae.
Fue descrita científicamente en 1771 por Pallas.